# Drei Damen vom Grill
Drei Damen vom Grill è una sitcom tedesca ideata da Heinz Oskar Wuttig e prodotta dal 1977 al 1991 dalla Neue Filmproduktion (NFP). Protagoniste della serie sono Brigitte Mira, Brigitte Grothum e Gabriele Schramm; altri interpreti principali sono Günter Pfitzmann, Harald Juhnke, Ilja Richter, Bettina Martell, Katharina Beyer, Davia Dannenberg, ecc..
La serie si compone di 12 stagioni, per un totale di 140 episodi, della durata di 25 minuti ciascuno. In Germania, la serie è stata trasmessa in prima visione dalle emittenti locali Sender Freies Berlin, Saarländischer Rundfunk, Hessischer Rundfunk e poi dall'emittente nazionale ARD.

## Trama
Margarete Färber gestisce assieme alla figlia Magda e alla nipote Margot un chiosco per la vendita di wurstel e patatine fritte a Berlino.
Magda ha una relazione con Otto, dal quale avrà una figlia, Ottilie.

## Episodi
| Stagione            | Episodi | Prima TV Germania | Prima TV Italia |
| ------------------- | ------- | ----------------- | --------------- |
| Prima stagione      | 5       | 1977              | inedita         |
| Seconda stagione    | 8       | 1978              | inedita         |
| Terza stagione      | 13      | 1980              | inedita         |
| Quarta stagione     | 13      | 1982              | inedita         |
| Quinta stagione     | 13      | 1983              | inedita         |
| Sesta stagione      | 13      | 1984              | inedita         |
| Settima stagione    | 13      | 1985              | inedita         |
| Ottava stagione     | 13      | 1987              | inedita         |
| Nona stagione       | 13      | 1989              | inedita         |
| Decima stagione     | 12      | 1990              | inedita         |
| Undicesima stagione | 10      | 1991              | inedita         |
| Dodicesima stagione | 14      | 1991              | inedita         |